# 井陉城隍庙
井陉城隍庙，位于中国河北省石家庄市天长镇，为石家庄市井陉县的一个省级文物保护单位，类型为古建筑，公布时间为1993年7月15日。
井陉城隍庙的历史年代为明、清。